# ポップタウン住道
ポップタウン住道（ポップタウンすみのどう）は、大阪府大東市に所在するショッピングセンター。地元企業の「大川創業株式会社」が所有・運営する。

## 歴史・概要

### ポップタウン住道の誕生
1949年（昭和24年）に大東市住道で事業を再開して、1972年（昭和47年）9月1日に同地で株式会社大川呉服店を設立した大川正太郎が、住道駅前に約3,000坪の土地を確保してショッピングセンターの開設を目指したのが始まりである。
しかし、1968年（昭和43年）に住道駅の反対側にイズミヤが進出していて大東市では複数のスーパーは成り立たないとしてショッピングセンター建設資金の融資を断られ、ボウリング場の開業資金なら融資できると言われたことからボウリング場を開設することになった。
そこで、ショッピングセンターの開設をするために核テナントとしてダイエーを招致して建設費の融資を受ける形で資金を調達して建設することとなり、1971年（昭和46年）5月8日に大川興業株式会社を設立した。
そして、ポピュラーの略から「ポップタウン」と名付け、1972年（昭和47年）7月28日にボウリング場・文化教室とレストラン街からなる1号館を開業し、同年8月1日には2番館地下にポップス名店街を開業、同年11月30日にダイエー住道店と専門店街51店舗が入居して2番館を全面開業した。

### 増改築の連続で発展
しかし、銀行の見込みとは逆にボウリング場は開業当初から業績が低迷して赤字となり、ダイエー開業後もボウリング場の集客が改善することはなかった。
そのため、返済資金に窮する事態に陥ったことから、核テナントのダイエーの反対を受けたものの、1974年（昭和49年）1月8日にパチンコ店・ニコニコを開店させ、ダイエーの約22分の1の面積で約6割の高額の家賃収入を得ることで業績を立て直した。
1番館地下駐車場が遊休施設化していたことからダイエーに追加で借りるように依頼したが断られたため、1975年（昭和50年）9月5日に改装して対面型食品店街・ホップズフードセンターを開業した。
このホップズフードセンターは、肉屋や八百屋などの各業種複数店舗を出店させることで競争を生じさせ、セルフサービスのダイエーと合わせて買い物客が比較購買できる施設とした。
1976年（昭和51年）10月2日にボウリング場の1階部分を改装してアイススケート場を開業した。
ところが、このホップズフードセンターの成功を受けて、ダイエーの向かい側に「ジャンボ市場」という競合店が出店し、ホップズフードセンターのテナント14店舗が引き抜かれる事態が生じた。
そこで対抗策として、1977年（昭和52年）4月16日にはボウリング場の玄関前ピロティを改造してオープンモール型のホップズモールを開業すると共に、1番館1階のレストラン跡に滝川家具を開店させた。
また、ホップズフードセンターも連日安売り合戦を行って対抗したことから、「ジャンボ市場」は競争に敗れて約1年で閉店となった。
1979年（昭和54年）3月16日に飲食店を中心とする「鐘の鳴る街」として3番館を開業して閉店後の駐車場の有効活用を図り、同年7月8日には2番館のダイエーを増床した。
この3番館の開業により、開業以来続いていた借入金返済の滞納が解消し、経営が正常化することになった。
しかし、都心やターミナル街のような夜間の利用客がいなかったことから、入居した飲食店は想定売上を下回って撤退が相次ぐことになった。
1983年（昭和58年）12月には立体駐車場を増設して駐車台数を約1,000台に増加させた。
1984年（昭和59年）7月に。
1985年（昭和60年）9月には「ジャンボ市場」跡を買収して、1階にラッキー住道店・専門店21店舗が入居すると共に、2階に文化教室を入居させた5番館を開業した。
1990年（平成2年）7月にホップズモールを増床し、1993年（平成5年）4月には1番館の関西フィルハーモニー管弦楽団リハーサル室移転跡にゲームセンターを開業させ、同年9月25日に地下飲食店街を改装して屋台村を開業した。

### 建替えて、「オペラパーク」へ
開業時のダイエーとの20年の契約期間が満了した上規模が小さいことからその増床を目指す必要が出てきたが、相次ぐ増改築で敷地のほとんどを開発してしまったことから、関西フィルハーモニー管弦楽団を活用した「オペラハウスのある街」として再開発する構想を、1993年（平成5年）に公表した。
この構想段階では、約37,400m2の敷地に、バルセロナのリセウ大劇場を模したオペラハウス（約20,000m2）を作り、スペインのエル・エスコリアル修道院を模した百貨店棟（約33,000m2）、トレドのアルカサルを模したGMS棟（約15,000m2）、グラナダ・アルハンブラのヘネラリーフェ庭園を模した専門店街（約20,000m2）、セゴビアのカテドラルを模したホテル棟（約33,000m2）、約2,200台収容の駐車場棟（約80,000m2）など延べ床面積約244,700m2（容積率対象面積約195,760m2）のショッピングセンターを建設するものだった。
しかし、当地は近隣商業地域で容積率が300%となっていたため、容積率約523%となる構想は、実現不可能だった。
そこで、横山ノックの知事就任直後から働きかけて容積率600%への規制緩和を都市計画審議会に掛けるところに漕ぎ着け、「関西オペラパーク」として事業を進た。
そして、2008年（平成20年）3月6日にダイエーグルメシティなどが入るオペラパーク南館を開業し、2010年（平成22年）10月5日に建て替えを完了して京阪百貨店とダイエーグルメシティを核店舗とする「ポップタウン住道 オペラパーク」として開業した。
なお、コーナンやダイソーの入居する1号館と5号館は従来の建物を残して営業を続けている。
この建て替えでは、大東市の顔となるまちづくりを考慮し、地域密着型で小規模ながら、百貨店を核店舗とするリージョナルショッピングセンターを標榜している。
また、戦国時代にスペイン人宣教師が伝道を行った地であることから、エル・エスコリアル修道院を模した外観とすることで街の風景を生み出すことを目指すと共に、スペイン広場などのコミュニティ施設も整備した。
さらに、大川真一郎は、関西フィルハーモニー管弦楽団の代表も務めた音楽愛好家であったことから、パイプオルガンが設置されると共に、「オペラパーク楽友アンサンブル」による定期演奏会を行うなど、地域文化の発展も目指す施設を目指していた。
なお、1993年（平成5年）の抗争時から盛り込まれていたオペラハウスの建設は、「ポップタウン住道 オペラパーク」開業時点でも将来的な計画に含まれていた。

## 年表
- 1971年（昭和46年）5月8日[10] - 大川興業株式会社を設立[広報 4]。
- 1972年（昭和47年）
  - 7月28日 - 1番館（ボウリング場・文化教室・レストラン街等）を開業[2]。
  - 8月1日 - 2番館地下にポップス名店街を開業[9]。
  - 11月30日 - ダイエー住道店と専門店街51店舗が入居して2番館を全面開業[3]。
- 1974年（昭和49年）1月8日 - パチンコ店・ニコニコが開店[9]。
- 1975年（昭和50年）9月5日 - 1番館地下駐車場を改装し、対面型食品店街・ホップズフードセンターを開業[2]（36店舗[8]）。
- 1976年（昭和51年）10月2日 - ボウリング場の1階部分を改装し、アイススケート場を開業[2]。
- 1977年（昭和52年）4月16日 - ボウリング場の玄関前ピロティを改造し、オープンモール型のホップズモールを開業[2]。1番館1階のレストラン跡に滝川家具が開店[12]。
- 1979年（昭和54年）
  - 3月16日[2] - 飲食店を中心とする「鐘の鳴る街」として3番館を開業[11]。
  - 7月8日 - 2番館のダイエーを増床[13]。
- 1983年（昭和58年）
  - 7月 -1番館のアイススケート場をローラースケート場に改装。
  - 12月 - 立体駐車場を増設し、駐車台数を約1,000台に増加[14]。
- 1984年（昭和59年）7月[14] - 4番館・クリニックセンターを開業[11]。
- 1985年（昭和60年）9月 - 5番館（ラッキー住道店・専門店21店舗）が開業[8]。
- 1988年（昭和63年）9月 - 1番館の再開発に着手。
- 1990年（平成2年）
  - 7月 - ホップズモールを増床[15]。
  - 9月 - 1番館にホームセンターコーナンが開店[広報 4]。
- 1993年（平成5年）
  - 4月 - 1番館の関西フィルハーモニー管弦楽団リハーサル室移転跡にゲームセンターを開業[15]。
  - 9月25日 - 地下飲食店街を改装し、屋台村を開業[14]。
- 2008年（平成20年）
  - 2月15日 - ダイエー住道店が閉店[広報 5]。
  - 3月6日 - オペラパーク南館（ダイエーグルメシティなど）が開業[19]。2番館・3番館が閉鎖。
- 2010年（平成22年）10月5日 - 建て替えを完了して京阪百貨店とダイエーグルメシティを核店舗とする「ポップタウン住道 オペラパーク」として開業[1]。

## 関西フィルハーモニー管弦楽団との関係
運営会社である大川創業社長（当時）の大川真一郎は、クラリネット奏者で、関西フィルハーモニー管弦楽団の代表も務めた。
1993年（平成5年）までの8年間ポップタウン内に活動拠点となる練習場を提供していた。

## 交通アクセス
- JR西日本 学研都市線・住道駅から徒歩約3分[広報 6]。
- 近鉄バス住道駅前バス停留所、住道北口バス停留所、赤井バス停留所下車[広報 6]

### 広報など1次資料
1. ↑  HOME トップページ ポップタウン住道 オペラパーク
2. ↑  会社概要  ポップタウン住道 オペラパーク
3. ↑  “会社概要”. 大川創業株式会社. 2020年10月6日閲覧。
4. 1 2 3  “会社概要”. 大川創業株式会社. 2024年7月9日閲覧。
5. ↑  『イオン株式会社 2008年2月期 決算補足資料（83期）』イオン（株） (2008年4月6日)
6. 1 2  “アクセスマップ”. ポップタウン住道 オペラパーク. 2024年7月9日閲覧。